# Cărănzel, Bihor
Cărănzel este un sat în comuna Lăzăreni din județul Bihor, Crișana, România.

## Personalități
- Florica Duma (n. 1946 - d.2017), Interpretă de folclor